# Górny Młyn (Czarny Dunajec)
Górny Młyn – część miasta Czarny Dunajec w Polsce, położona w województwie małopolskim, w powiecie nowotarskim, w gminie Czarny Dunajec
Do 1 stycznia 2023 osada w Polsce położona w województwie małopolskim, w powiecie nowotarskim, w gminie Czarny Dunajec.
W latach 1975–1998 miejscowość administracyjnie należała do województwa nowosądeckiego.